# Prostemmiulus
Prostemmiulus är ett släkte av mångfotingar. Prostemmiulus ingår i familjen Stemmiulidae.

## Dottertaxa tillProstemmiulus, i alfabetisk ordning[1]
- Prostemmiulus abditus
- Prostemmiulus adisi
- Prostemmiulus affinis
- Prostemmiulus alveatus
- Prostemmiulus amazonicus
- Prostemmiulus annulatus
- Prostemmiulus atypus
- Prostemmiulus baliolus
- Prostemmiulus cincinnatus
- Prostemmiulus clarus
- Prostemmiulus clavipes
- Prostemmiulus cognatus
- Prostemmiulus compressus
- Prostemmiulus cooki
- Prostemmiulus cubae
- Prostemmiulus gracilipes
- Prostemmiulus grandis
- Prostemmiulus heatwolei
- Prostemmiulus heterops
- Prostemmiulus interruptus
- Prostemmiulus iuloides
- Prostemmiulus leucus
- Prostemmiulus lombardiae
- Prostemmiulus loomisi
- Prostemmiulus mexicanus
- Prostemmiulus nesides
- Prostemmiulus obscurus
- Prostemmiulus oculeus
- Prostemmiulus picadoi
- Prostemmiulus quadristriatus
- Prostemmiulus quintarius
- Prostemmiulus relictus
- Prostemmiulus robustus
- Prostemmiulus scaurus
- Prostemmiulus setosus
- Prostemmiulus strigatus
- Prostemmiulus subulatus
- Prostemmiulus sulcatus
- Prostemmiulus sulfurariae
- Prostemmiulus tenebrosus
- Prostemmiulus teres
- Prostemmiulus tridigitatus
- Prostemmiulus tristani
- Prostemmiulus vallaris
- Prostemmiulus wellingtoni
- Prostemmiulus venustus
- Prostemmiulus wheeleri
- Prostemmiulus xenops